# فرویتلاند (مریلند)
فرویتلاند (به انگلیسی: Fruitland) شهری در ایالت مریلند کشور ایالات متحده آمریکا است که جمعیت آن در سرشماری سال ۲۰۱۰ میلادی، ۴٬۸۶۶ نفر بوده‌است.